# تشارلز توبي (لاعب كرة قدم)
تشارلز توبي (بالفرنسية: Charles Toubé)‏ (مواليد 22 يناير 1958) هو لاعب كرة قدم. يلعب مع منتخب الكاميرون لكرة القدم. سبق له أن لعب في كأس العالم لكرة القدم مع منتخب بلاده.

## روابط خارجية
- تشارلز توبي على موقع الاتحاد الدولي (مؤرشف)  (الإنجليزية)
- تشارلز توبي على موقع قاعدة بيانات كرة القدم.إي يو (الإنجليزية)
- تشارلز توبي على موقع Soccerway.com (الإنجليزية)
- تشارلز توبي على موقع عالم كرة القدم.نت (الإنجليزية)
- تشارلز توبي على موقع أوليمبيديا (الإنجليزية)